# Андервуд-Питерсвил (Алабама)
Андервуд-Питерсвил (енгл. Underwood-Petersville) насељено је место без административног статуса у америчкој савезној држави Алабама.

## Демографија
По попису из 2010. године број становника је 3.247, што је 110 (3,5%) становника више него 2000. године.
| Група             | 2000.         | 2010.         |
| Белци             | 2.957 (94,3%) | 2.955 (91,0%) |
| Афроамериканци    | 129 (4,1%)    | 200 (6,2%)    |
| Азијати           | 11 (0,4%)     | 21 (0,6%)     |
| Хиспаноамериканци | 17 (0,5%)     | 31 (1,0%)     |
| Укупно            | 3.137         | 3.247         |